# Région de Lockyer Valley
La région de Lockyer Valley (en anglais : Lockyer Valley Region) est une zone d'administration locale située dans l'État du Queensland, en Australie, dont le siège est Gatton.

## Géographie
La zone s'étend sur 2 269 km2 dans le Queensland du Sud-Est, à l'ouest de l'agglomération de Brisbane.
Elle comprend les petites villes de Gatton et de Laidley, ainsi que de nombreuses autres localités.

## Histoire
La région est créée le 15 mars 2008 par la fusion des comtés de Gatton et de Laidley.

## Démographie
| 2011   | 2016   | 2021   |
| ------ | ------ | ------ |
| 34 954 | 38 609 | 41 101 |

## Politique et administration
Le conseil comprend le maire et six autres membres, élus pour un mandat de quatre ans. Les dernières élections ont eu lieu le 28 mars 2020.

### Liste des maires
| Période      | Période  | Identité       | Étiquette    | Qualité                |
| ------------ | -------- | -------------- | ------------ | ---------------------- |
| 2008         | 2016     | Steve Jones    | Indépendant  | Mort en fonction.      |
| février 2016 | en cours | Tanya Milligan | Indépendante | Par intérim puis élue. |

La zone est rattachée à la circonscription de Wright pour les élections fédérales et à celle de Lockyer pour les élections à l'Assemblée législative du Queensland.